# Стража на Рајни (песма)
Стража на Рајни је немачка родољубива песма. Песма вуче корене из историјског сукоба између Немаца и Француза, и нарочито је била популарна у Немачкој за време Француско-пруског рата и Првог светског рата. 

## Историја
Француски премијер Луј Адолф Тјер подржавао је, 1840, идеју да би река Рајна требало да буде француска природна граница на истоку. Немци су се плашили да би Французи могли да анектирају леву обалу Рајне, као што су тражили за време Луја XIV, и успели за време Наполеонових ратова неколико деценија раније. Током два века која су ротекла од Тридесетогодишњег рата па све до коначног пораза Наполеона, становници немачке националности су били изложени сталним мањим и већим инвазијама Француске.
Николаус Бекер је своје виђење догађаја представио у својој песми званој Rheinlied (срп. Рајнска песма), у којој се заклиње да ће бранити Рајну. Швапски трговац Макс Шнекенбургер, инспирисан ситуацијом, је написао поему Die Wacht am Rhein.
У песми, са пет оригиналних строфа, упућен је громогласни позив свим Немцима да бране Рајну, како би осигурали да непријатељска нога не ступи на немачко тле (4. строфа). Касније су додате још две строфа, које су одговарала времену у којем су написне.
За разлику од старије Heil dir im Siegerkranz која је славила цара (Кајзера), Die Wacht am Rhein и остале песме написане у ово доба, као што су Das Lied der Deutschen (срп. Песма Немаца, данас немачка химна) и Was ist des Deutschen Vaterland? (Шта је немачка отаџбина?; Аутор: Ернест Мориц) позивале су Немце да оставе своје разлике и размирице по страни, и да се уједине, како би заштитили немачке земље.
Аутор, Макс Шнекенбургер, је радио у Швајцарској, и његову песму је први пут извео у Берну швајцарски оргуљаш Ј. Мендел, а отпевао ју је тенор Метфесел у част Пруског амбасадора, фон Бусена. Ова прва верзија није постала популарна. Шнекенбургер је умро 1849. никад не чувши познатију верзију ове песме.
Када је музички директор града Крефелда, Карл Вилхелм, видео текст песме 1854, написао је своју варијанту, и извео је са својим мушким хором 11. јуна, дана сребрне годишњице пруског принца Вилхелма. Ова верзија је посталал јако популарна, и изводила се на фестивалима.
Као одговор на инцидент у градићу билзу Рајне Бад Емсу, Француска је објавила рат Пруској и тиме започела Француско-пруски рат 1870. Француска је рат изгубила, као и Алзас и Лорену, а Немачка се ујединила и тако створила Немачко царство. Песма је постала славна, а композитор и његова породица су добили велике почасти, и редовну пензију коју им је лично доделио Бизмарк.
Данас, територије са леве обале Рајне између Швајцарске и Холандије су претежно у саставу Немачке. Сарланд, Рајна-Палатинат и Северна Рајна-Вестфалија су немачке савезне државе; Алзас и северна Лорена су делови Француске са измешаним француско-немачким становништвом.

## Текст
| НЕМАЧКИ -{1. Es braust ein Ruf wie Donnerhall, Wie Schwertgeklirr und Wogenprall: Zum Rhein, zum Rhein, zum deutschen Rhein, Wer will des Stromes Hüter sein? \|: Lieb' Vaterland, magst ruhig sein, :\| \|: Fest steht und treu die Wacht am Rhein! :\| 2. Durch hunderttausend zuckt es schnell, Und aller Augen blitzen hell; Der deutsche Jüngling, fromm und stark, Beschirmt die heil'ge Landesmark. \|: Lieb' Vaterland, magst ruhig sein, :\| \|: Fest steht und treu die Wacht am Rhein! :\| 3. Er blickt hinauf in Himmels Au'n, Wo Heldengeister niederschau'n, Und schwört mit stolzer Kampfeslust: Du Rhein bleibst deutsch, wie meine Brust! \|: Lieb' Vaterland, magst ruhig sein, :\| \|: Fest steht und treu die Wacht am Rhein! :\| 4. So lang ein Tropfen Blut noch glüht, Noch eine Faust den Degen zieht, Und noch ein Arm die Büchse spannt, Betritt kein Feind hier deinen Strand! \|: Lieb' Vaterland, magst ruhig sein, :\| \|:Fest steht und treu die Wacht am Rhein! :\| 5. Und ob mein Herz im Tode bricht, Wirst du doch drum ein Welscher nicht, Reich, wie an Wasser deine Flut, Ist Deutschland ja an Heldenblut! \|:Lieb' Vaterland, magst ruhig sein, :\| \|:Fest steht und treu die Wacht am Rhein! :\| 6. Der Schwur erschallt, die Woge rinnt, Die Fahnen flattern hoch im Wind: Zum Rhein, zum Rhein, zum deutschen Rhein, Wir alle wollen Hüter sein! \|:Lieb' Vaterland, magst ruhig sein, :\| \|:Fest steht und treu die Wacht am Rhein! :\| 7. So führe uns, du bist bewährt; In Gottvertrau'n greif' zu dem Schwert, Hoch Wilhelm! Nieder mit der Brut! Und tilg' die Schmach mit Feindesblut! \|:Lieb' Vaterland, magst ruhig sein, :\| \|:Fest steht und treu die Wacht am Rhein! :\| }- | СРПСКИ (препев) -{ 1. Зов се чује као гром, К'о звекет мачева и судар таласа: На Рајну, на Рајну, на немачку Рајну! Ко жели бити чувар реке? \|:Вољена отаџбино, буди мирна, :\| \|:Линија стоји, и снажи стражу, стражу на Рајни. :\| 2. Хиљаду година она брзо тече, И све очи сијају сјајно, Немачка младост, верна и јака. Чува свету границу Домовине. \|:Вољена отаџбино, буди мирна, :\| \|:Линија стоји, и снажи стражу, стражу на Рајни. :\| 3. Он гледа ка небесима, Где хероји давни обитавају, И заклиње се поносно, Рајно, остаћеш немачка као што сам и ја. \|:Вољена отаџбино, буди мирна, :\| \|:Линија стоји, и снажи стражу, стражу на Рајни. :\| 4. И све док и једна кап крви светли, Докле год песница вади нож, И једна рука држи пушку, Ниједан непријатељ неће стати на твоју обалу. \|:Вољена отаџбино, буди мирна, :\| \|:Линија стоји, и снажи стражу, стражу на Рајни. :\| 5. И ако ми моје срце пукне, Нећеш никада пасти у стране руке, И колико си ти богата водом, Толико је Немачка јуначком крвљу. \|:Вољена отаџбино, буди мирна, :\| \|:Линија стоји, и снажи стражу, стражу на Рајни. :\| 6. Заклетва се проноси на таласим Заставе се вијоре на ветру На рајну, на рајну на немачку Рајну Сви желимо бити чувари. \|:Вољена отаџбино, буди мирна, :\| \|:Линија стоји, и снажи стражу, стражу на Рајни. :\| 7. Сад води нас, имаш наше одобрење, Са вером у Бога, и мачем у руци, Живео Вилхелм. Доле са тим леглом, Обришимо срамоту непријатељском крвљу! \|:Вољена отаџбино, буди мирна, :\| \|:Линија стоји, и снажи стражу, стражу на Рајни. :\| }- |